# 리틀 시스터 (2016년 영화)
《리틀 시스터》(영어: Little Sister)는 미국에서 제작된 잭 클라크 감독의 2016년 다크 코미디 영화이다. 남자 형제가 이라크에서 돌아온 뒤 고향을 방문하는 한 젊은 수녀(애디슨 팀린 분)의 이야기를 그린다.

## 출연진
- 애디슨 팀린
- 앨리 시디
- 키스 폴슨
- 피터 헤지스
- 바버라 크램프턴
- 크리스틴 슬레이즈먼

## 개봉
2016년 3월 12일 사우스 바이 사우스웨스트에서 전 세계 최초로 개봉되었다.
2017년 2월 7일 DVD와 블루레이로 출시되었다.